# Pratrivero
Pratrivero è una frazione del comune di Valdilana, in provincia di Biella.

## Storia
La storia ufficiale di Pratrivero ha inizio nel 1744, anno nel quale gli abitanti dei cantoni di Prato, Pramorisio e Barbero, dopo aver superato alcuni contrasti con il parroco di Trivero, ottennero dal vescovo di Vercelli, monsignor Solaro, la costituzione della parrocchia che ebbe sede nell'oratorio di San Giuseppe, costruito nel 1668 nel cantone Prato. Il desiderio di indipendenza dei tre cantoni risale a periodi più antichi, dal momento che già dall'inizio del '700 essi costituivano un nucleo ben definito e piuttosto omogeneo di circa 80 famiglie.
L'etimologia può essere d'aiuto per comprendere la storia della frazione: si pensa infatti che i primi abitanti del cantone di Pratrivero fossero contadini o pastori che trovavano il loro sostentamento proprio dai prati di Trivero, pascolandovi gli armenti. Il cantone conobbe un notevole sviluppo quando divenne, con Ponzone, un importante centro industriale, sede di lanifici che favorirono l'immigrazione di molte famiglie.
Nel paese ha sede la Vitale Barberis Canonico, un'azienda manifatturiera di tessuti in lana.